# Jón Egilsson
Jón Egilsson, född 1548, död efter 1634, var en isländsk präst och kyrkohistoriker.
Jón Egilsson var under åren 1571-1608 präst i Hrepphólar på södra Island, men lämnade sin tjänst sedan han genom en olyckshändelse fått ena handen fördärvad. Därefter vistades han mestadels hos biskop Oddur Einarsson på Skálholt, där han dels sysslade med avskrivarverksamhet, dels med självständigt skriftställarskap. 
Hans främsta verk är Biskupa-annálar, en historia om biskoparna i Skálholts stift, som sträcker sig till Gísli Jónsson (död 1587) och är en av de viktigaste källorna till reformationens historia på Island. Biskupa-annálar Jóns Egilssonar finns utgivna i Safn til sögu Íslands, band I, Hið íslenzka bókmenntafjelag, 1856.